# زبوبا
زبوبا هي قرية فلسطينية تقع إلى الشمال الغربي من مدينة جنين، وتبعد عنها 14 كم، وترتفع 100م عن سطح البحر، ويرجع اسمها إلى تحريف كلمة (زبوب ) الكنعانية، وتعني الذباب. تبلغ مساحة أراضيها (1750) دونمًا يحيط بها أراضي قرى تعنك ورمانة. قدر عدد سكانها في عام 1922 (391) نسمة وعام 1945 (560) نسمة وعام 1967 (633) نسمة وعام 1987 حوالي (1200) نسمة، وفي عام 1997 (1585) نسمة. و تحتوي هذه القرية على أنقاض محلة قديمة، وصهاريج منقورة في الصخر وبئر ومغر، وفي جوارها تقع بقعة (تل أبي قديس) وهي في الجزء المغتصب عام 1948.

## تاريخ
يعود تاريخ قرية زبوبا إلى ما قبل الميلاد، حيث تدل الآثار التي وجدت في القرية على أن القرية قديمة وكان يسكنها الروم وتم اكتشاف آثار ما قبل الميلاد بالفي عام ودلت الآثار على ذلك واختلفت الآراء بالنسبة لتسمية زبوبا بهذا الاسم حيث قيل أن سبب التسمية هو تحريف للكلمة الكنعانية زبوب وهي الذبابة وكانت تكثر بالقرية لوفرة خيراتها ومياهها آنذاك.
قد قيل أن سبب التسمية نسبة إلى الملكة زنوبيا ملكة تدمر التي مرت من هذه القرية وقيل أيضا أن سبب التسمية هو نسبة إلى زبيبة أم عنترة.

## الجغرافيا
توسعت قرية زبوبا من الجهة الجنوبية جهة الشارع الرئيسي حيث تم بناء الكثير من المنازل حديثة البناء في هذه المنطقة وكما اتسع غرب القرية المسماة منطقة البئر.
تشرف قرية زبوبا على سهل مرج ابن عامر حيث كانت أراضي القرية مترامية الأطراف تصل إلى بلدة زرعين، وبلدة العفولة وتم اغتصاب ما مساحته 18000 دونم وتم بناء مستوطنات على هذه الأراضي وفي عام 1958 تم سلب ما يقارب 700 دونم من أراضي القرية بحجة تعديل حدود.
وفي عام 1978 صودرت عشرات الدنمات من أراضي القرية المسماة وعرة البئر، وفي عام 1999 تم مصادرة 23 دونم من أراضي القرية المسماة النخيلية وتم إنشاء عليها ما يسمى الإدراة المدنية المقام عليها حاجز سالم، وفي عام 2003 تم مصادرة عشرات الدونمات من أراضي القرية لإقامة الجدار العازل.
القرية تقع بين وادين وادي أبو البواقع الذي يمر من أراضي القرية المسماة ام بدر والقصرية ووادي أخر يسمى وادي الغار وسمي بهذا الاسم لوجود أشجار الغار بهذا الواد والغار يصنع منه اكاليل توضع على أضرحة الشهداء.
ووادي الغار الذي يأتي من جبل اسكندر الواقعة عليها مدينة ام الفحم ومن الجبال المجاورة له ويمر وادي الغار من أراضي القرية المسماة النخيليات والكرم والكور وذراع الصملة والهوية وكل هذه الأراضي أسماء أراضي في قرية زبوبا ويصب هاذان الودان في نهر المقطع الذي يصب في البحر المتوسط.
وتوجد في القرية منطقة تسمى المطلة وسميت بهذا الاسم لأنها منطقة مرتفعه تشرق وتطل على الكثير من المدن والقرى في المنطقة حيث تشاهد مدن حيفا والناصرة والعفولة وجنين والكثير من القرى المحيطة بهذا المدن.

## السكان
- السنة | نسمة
  - 1922 | 391
  - 1931 | 344
  - 1945 | 560
  - 1961 | 683
  - 1982 | 633
  - 1987 | 1,200
  - 1997 | 1,585
  - 2005 | 2,063
  - 2007 | 2,183

تتكون قرية زبوبا من عدة عائلات حيث اتساع أراضيها الزراعية ما قبل 1948 كانت مصدر للرزق، وكان أيامها يؤمها الكثير من العائلات من الأردن ومن جميع أنحاء فلسطين طلب للمعيشة ومن هذا المنطلق كثرت العائلات في القرية كما أن نكبة 1948زاد من عدد العائلات فيها حيث يوجد عدد كبير من العائلات الكبيرة فيها رغم عدد سكانها المحدود. ومن العائلات بالاسم نذكر بالتحديد
الجرادات- المقـالـدة وهم أكبر فخذ من الجرادات - العمارنة-الرفاعي _أبو بكر- الجمَال- العطاطرة- العباهرة- العتر- عمارة- أبو لبدة - أبو عبيد- أبو حسن- ألعبيدي - القيسي - القنعير- السيلاوي- شعبان - أبو نصار-عطاري- أبو زيد
ويعتمد هؤلاء السكان على العمل داخل الخط الأخضر وقسم منهم يعتمد على ألزراعه وعدد قليل منهم موظفين وتجار.
أما بالنسبة لتوزيع السكان فهي مشابه للتوزيع في فلسطين حسب الجنس وفئة العمر.

## المواقع الأثرية
زبوبا بلدة قديمة يعود تاريخها إلى ما قبل الميلاد بألفي عام حيث دلت الآثار التي اكتشفت على ذلك.
قرية زبوبا قائمة على مباني وكهوف قديمة جدا كما دلت هذه الآثار التي تم اكتشافها على أن الرومان والكنعانيين سكنوا هذه القرية ومن الملاحظ أن القرية قائمة على مغر (مفردها مغارة) تنتشر في جميع أنحاء القرية؛ وبيوت القرية مبنية ألان على أنقاض هذه ألمغر ومن الآثار الموجودة للعيان بئر البلدة وقبر أبو القناطر- وتل الذهب - وتل أبو قديس شمال القرية على بعد 1.5 كلم وعدد كبير جدا من ألمغر تحت سطح ارض القرية.

## الاتصالات في قرية زبوبا
مع تسلم السلطة الوطنية الفلسطينية للاتصالات واستلام شركة الاتصالات الفلسطينية مهامها من شركة بيزك الإسرائيلية تم ربط القرية بشبكة الهاتف الأرضي ومن خلال شبكة حديثة بكوابل أرضية. ومع بدء عمل شركة الاتصالات المتنقلة والمحمولة جوال تم تقوية البث وعمل الأبراج بالمنطقة ليصبح كسائر كل البلدان هاتف متنقل تقريبا بكل بيت إن لم يكن مع كل شخص رغم الوضع الاقتصادي والمالي الصعب. مع العلم أنها بالبداية كانت تعتمد بعض الناس على شركات خلوية إسرائيلية وربما ما زالت لوجود تغطية. كما تم ربط القرية بخدمات الإنترنت السريع (ADSL).

## الكهرباء في قرية زبوبا
قامت مجموع من الأهالي من القرية في سنة 1970 بتأسيس شركة كهرباء خاص بهم وقاموا بشراء مولد كهربائي وتم التوصيل لجميع المنازل في القرية بالتيار الكهربائي ظل على هذا الحال حتى سنة 1980 حيث أصبح هذا المولد لا يكفي لخدمة القرية لاتساع القرية فقد قامت هيئة تأسيسية من القرية بالعمل على تأسيس جمعية تعاونية تضم 9 أعضاء من القرية آخذو على عاتقهم شراء وتمديد شبكة كهرباء حديثة، وبالفعل تم تأسيس جمعية زبوبا للتنوير الكهربائي م. حيث تم إحضار مولد كهربائي، وبالفعل تم توصيل الكهرباء بطريقة نموذجية إلى المنازل وتمديد شبكة حديثة في القرية من عام 1980الى عام 1993.ومرت جمعية زبوبا التعاونية للتنوير الكهربائي بمد وجزر وكان يعتمد على المسؤلين في هذه الجمعية، ومرت ظروف أعيدت عقارب ساعة التقدم والنهضة للوراء ونظرا" للظروف الاقتصادية التي مر بها شعبنا بانتفاضة الأقصى وتدني مدخوله أو ربما انعدامه لم يتمكن الأهالي من دفع قيمة فواتير الكهرباء ولم تستطيع الجمعية شراء المحرقات للمولدات أو الإنفاق على مصاريف الجمعية فمكثت القرية ليالي وليالي مظلمة بانتظار فرج وان كانت تأتي التبرعات ويعمل المولد بتبرعات سخية من بعض المسؤلين أو الجهات الأهلية أو الحكومية لبعض الأيام ولساعات محدودة فقط وبالليل فقط وان كانت لأكثر من سبع سنوات هذا الحال، أخير تم وبجهود حثيثة من سلطة الطاقة الفلسطينية تم ربط القرية والقرى المجاورة بشركة الكهرباء القطرية وبحيث تم تمديد شبكة حديثة جدا وأعمدة جديدة وتم إنارتها وأصبحت الكهرباء بها قطرية.

## تربية الحيوانات في قرية زبوبا
يقوم أهالي القرية بتربية أنواع مختلفة من الحيوانات ومنها الدواجن بأنواعها البط- الحمام- الدجاج...... والمواشي والأبقار والأرانب.

### الدواجن
هناك نسبة كبيرة من الأهالي يقومون بتربية الدواجن من اجل التجارة وبعضهم الاكتفاء الذاتي.
يقوم البعض بتربية الدواجن في أماكن خاصة تسمى مزارع والبعض الأخر يقوم بتربيتها بساحات المنازل.
وأما من ناحية العناية بها فيتم إطعامها الأعلاف والماء بوضعها في معالف ومشارب خاصة بها
من ناحية التخلص من روثها فيقوم عدد منهم بالتخلص منه دون استغلالة والبعض الأخر يقوم باستغلاله والاستفادة منه عن طريق بيعه أو استعمله كسماد طبيعي.
من حيث التنظيف فيعملون على رش المطهرات وتعقيم المكان بين كل دورة بحيث تجد العناية والاهتمام والوعي لهذه الأمر لدى الجميع وبمساعدة هيئات إغاثة وجمعيات تساعد المزارعين بهذه الأمور وتوعيهم
وبالنسبة للنوعية فالمعظم يربون الدجاج للحوم فقط.

### المواشي
هناك نسبة لا باس بها من الأهالي والذين يقومون بتربية المواشي أما من أجل الاكتفاء الذاتي أو من اجل التجارة.
ويقوم الأهالي بالاعتناء بالمواشي حيث يتم تقديم المطاعيم التي تحتاجها وإذا إصيب أحد المواشي بالمرض يتم استدعاء الطبيب البيطري لعلاجها ويتم استغلال المواشي بشكل كبير حيث يتم الاستفادة من لحومها وحليبها ومشتقاته فهي إذا تشكل مصدر دخل بسيط لا باس به. وتم تشكيل لجنة تسمى (جمعية مربي الأغنام) تعني بالأهالي مربي المواشي وتنضم أمورهم وتقدم لهم المساعدة والمشورة بدعم مؤسسات خيرية أهلية أو حكومية.

### الأبقار والأرانب
يتم تربيتها بشكل بسيط جدا وقليل نسبيا حيث يقوم الأهالي بتربيتها فقط للاكتفاء الذاتي.